# Severní Wangova škola
Severní Wangova škola (čínsky v českém přepisu Pej-fang Wang süe-pchaj, pchin-jinem Běifāng Wáng xuépài, znaky zjednodušené 北方王学派, tradiční 北方王學派) byla neokonfuciánská škola středně- a pozdněmingské éry, jedna ze škol na něž se rozdělili žáci a stoupenci filozofie Wang Jang-minga. Zahrnovala Wangovy stoupence ze severní Číny. Raně čchingský historik filozofie Chuang Cung-siza jejího nejvýznamnějšího reprezentanta považoval  Mu Kchung-chueje, který podle něj směšoval Wangovo učení s buddhismem.
K představitelům severní školy patřili
- Mu Kchung-chuej (1479–1539),
- Meng Chua-li (1545–1597).